# (35735) 1999 GP11
1999 GP11 (asteroide 35735) é um asteroide da cintura principal. Possui uma excentricidade de 0.19360980 e uma inclinação de 3.72848º.
Este asteroide foi descoberto no dia 11 de abril de 1999 por Spacewatch em Kitt Peak.